# 槍吻海龍屬
槍吻海龍屬，為輻鰭魚綱棘背魚目海龍科的其中一屬。

## 下属物种
- 寶珈槍吻海龍（Doryichthys boaja）：寶珈腹囊海龍。
- 小口槍吻海龍 （Doryichthys contiguus）
- 槍吻海龍（Doryichthys deokhatoides）
- 異體槍吻海龍（Doryichthys heterosoma）
- 馬氏槍吻海龍（Doryichthys martensii）